# Black Messiah
Black Messiah (engl. ‚Schwarzer Messias‘) ist eine 1992 in Gelsenkirchen gegründete Pagan-Metal-Band, die als „reine Old-School Black Metal Band“ begann.

## Geschichte

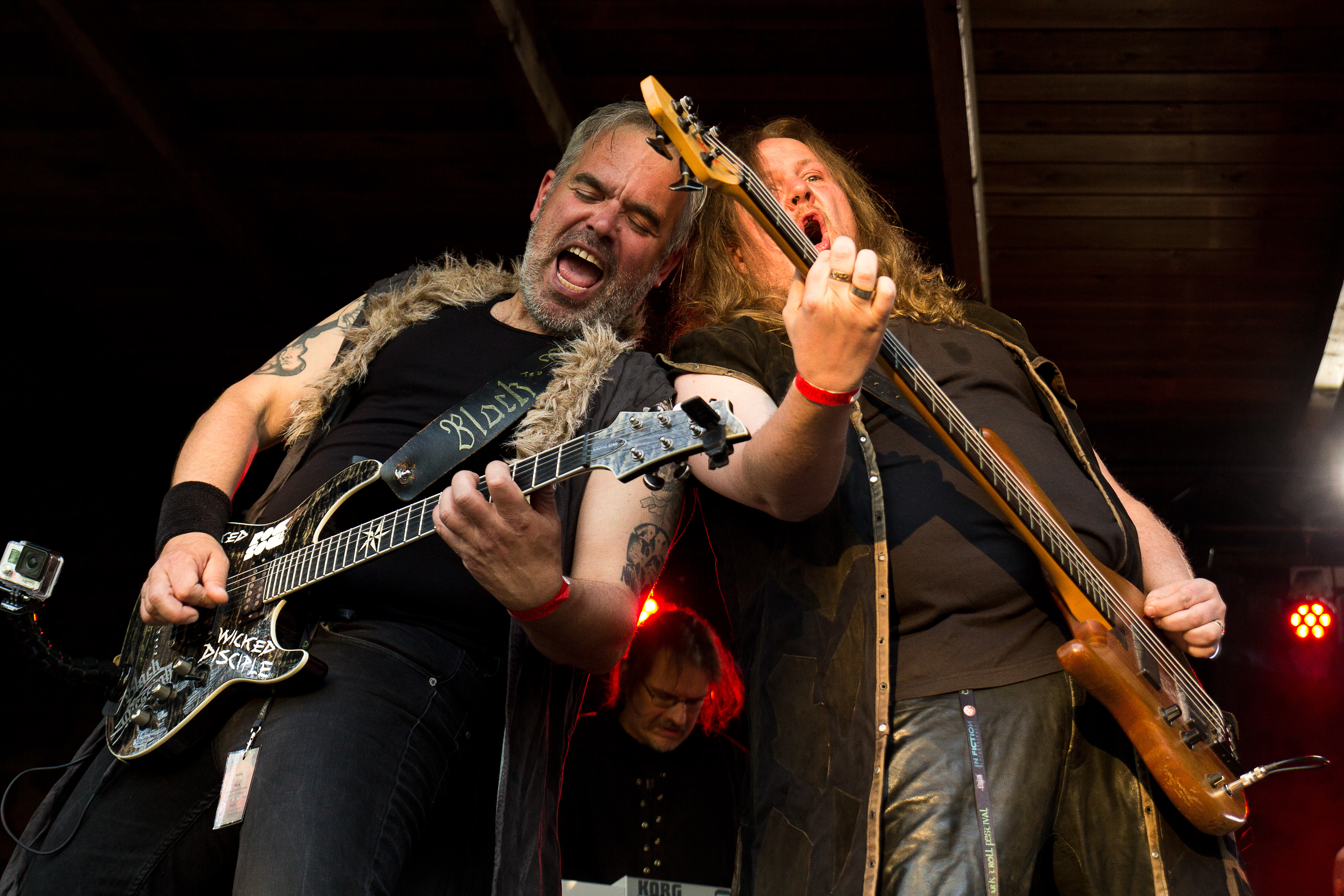
Black Messiah auf dem Dark Troll Festival 2016

Zu Beginn spielte Black Messiah Black Metal, der von Bands wie Bathory, Celtic Frost, Possessed oder Venom beeinflusst war. 1995 spielte die Band auch ihr erstes Demoband Southside Golgotha ein.
1996 stieg der Gitarrist Frohnleichnam und nach einem Streit auch der Schlagzeuger Reverend Heidenbluth aus. Zagan, der eine klassische Musikausbildung besaß, komponierte einige neue Stücke mit klassischen und folkloristischen Einflüssen, wodurch sich die Band in Richtung des Pagan Metal entwickelte.
Mit dem Schlagzeuger Nabahm von Innana Unveiled und Goat of Mendes sowie zahlreichen Gastmusikern wie dem ehemaligen Sodom- und Kreator-Gitarristen Frank „Blackfire“ Gosdzik nahm Zagan das erste Album Sceptre of Black Knowledge auf, das 1998 auf dem Plattenlabel Last Episode erschien. Neben älteren Stücken mit Old-School-Einflüssen wie Sceptre of Black Knowledge, Pagan Winter und Diabolic Rites enthält das Album neuere Lieder wie Old Gods, Crusade of the Blackened oder Queen of Darkness.
Mitte 1999 kam es einige Tage vor den Aufnahmen zur zweiten Scheibe zu Streitigkeiten zwischen Black Messiah und dem Label, das „einige wichtige Vereinbarungen nicht einhielt“, was zur Kündigung des Vertrags durch Zagan führte. Im Sommer 2000 mietete Black Messiah ein Studio und nahm ein Demo mit 3 Titeln auf, das nicht veröffentlicht wurde. Die darauf enthaltenen Titel wurden später auf dem Album Oath of a Warrior veröffentlicht; My Way to Asgaard orientiert sich am Black Metal, während Christenfeind und Blutsbruder eine Entwicklung des Stils auf dem ersten Album widerspiegeln.
Im Jahr 2001 trennten sich Zagan und Nabahm, der Black Messiah als reines Studioprojekt erhalten wollte, während Zagan auch auf Bühnen spielen wollte. Im Anschluss begann die Suche nach einer neuen Besetzung der Band, die im August 2002 stand.
2005 unterzeichnete die Band beim Label Einheit Produktionen, veröffentlichte über Soulfood das Album Oath of a Warrior und spielte auf mehreren Konzerten, Festivals und einer Europatournee mit Cruachan. Im Oktober trennte sie sich vom Bassisten Drahco, der durch Niörd ersetzt wurde.
2006 veröffentlichte Black Messiah das im Essener SSE Studio aufgenommene Album Of Myths and Legends. In diesem Jahr musste Niörd „die Band berufsbedingt verlassen“, und das Magazin Rolling Stone veröffentlichte den Artikel Hitlers Headbanger, der Black Messiah als rechtsextreme Band darstellte; die Band distanziert sich jedoch regelmäßig von jeder Art des Rechtsextremismus.

„Gegen den Artikel haben wir allergisch reagiert. Wer uns kennt, weiß, was wir von Nazis halten. Ich habe keine Lust, mich mit diesen gehirnamputierten Idioten vergleichen zu lassen. Das sind Verbrecher.“

Im selben Jahr unterschrieb Black Messiah bei AFM Records. Surthur musste die Band „krankheitsbedingt verlassen“, ebenso stieg Keyboarder Hrym aus. Diese wurden Ende 2006 durch Agnar am Keyboard und Brööh am Schlagzeug ersetzt. In dieser Besetzung gab die Band 2007 Auftritte in Clubs, auf Festivals wie dem Summer Breeze und dem Ragnarök-Festival und eine Europatournee. Außerdem arbeitete sie an neuem Material, das 2008 aufgenommen wurde; die Veröffentlichung des vierten Albums First War of the World, ein „Konzeptalbum über die Edda-basierte Geschichte des Krieges der Asen gegen die Vanen“, wurde Anfang Februar 2009 für den 20. März angekündigt. Darauf setzte die Band die durch Of Myths and Legends angekündigten Veränderungen im Stil fort und verwendete mehr Klargesang als auf jedem vorherigen Album.
Im November 2009 verließ Zoran die Band. Er wurde durch den Leadgitarristen Frangus ersetzt. Im April 2012 verließ Meldric die Band aus persönlichen Gründen. Im Dezember 2014 verließ Frangus ebenfalls aus persönlichen Gründen die Band und wurde durch Donar ersetzt. Aus familiären Gründen musste Anfang 2015 auch Brööh den Dienst quittieren und wurde durch Surtr ersetzt.

## Galerie

Black Messiah, aktuelle Besetzung live auf dem Metal Frenzy 2017 in Gardelegen
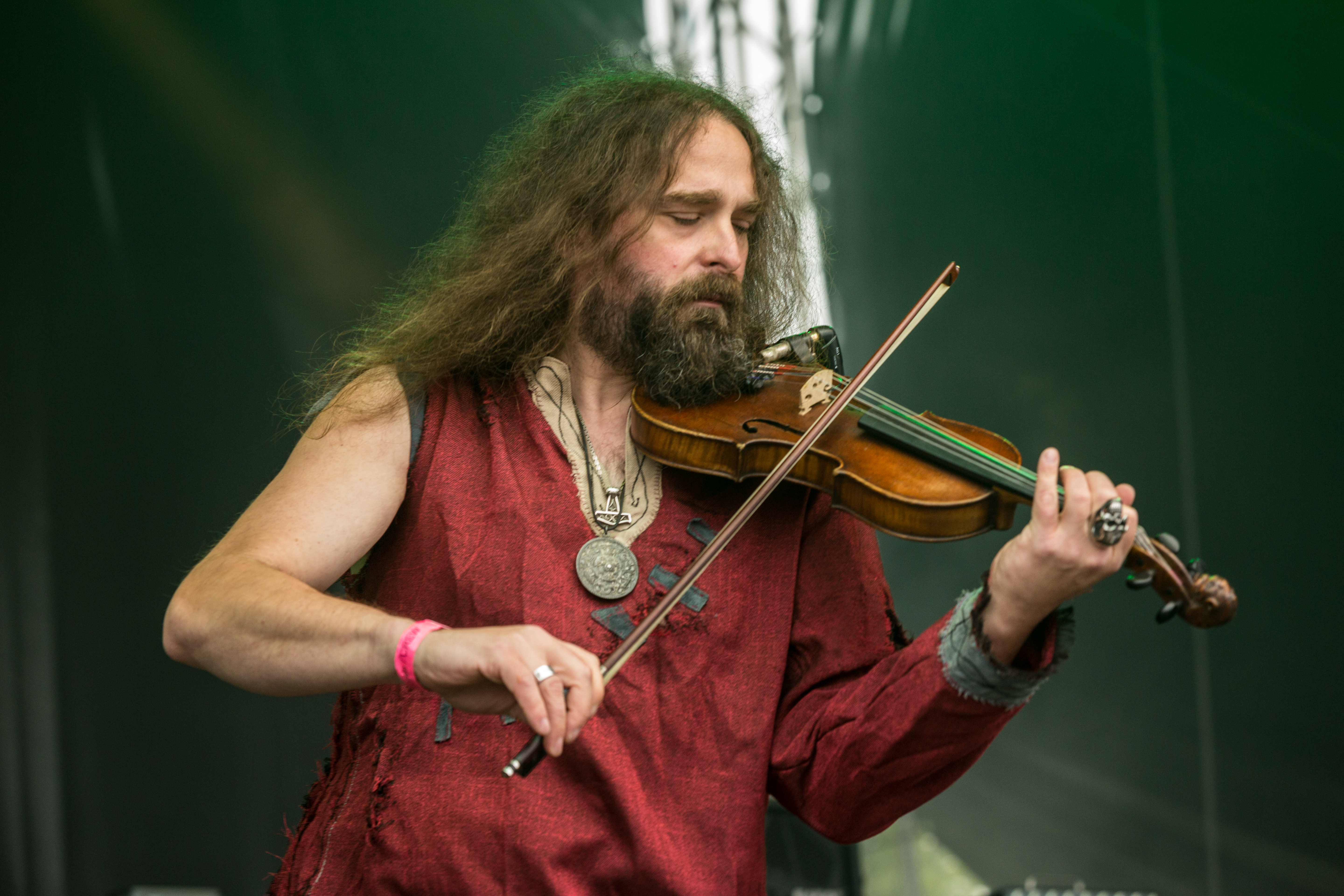
Zagan
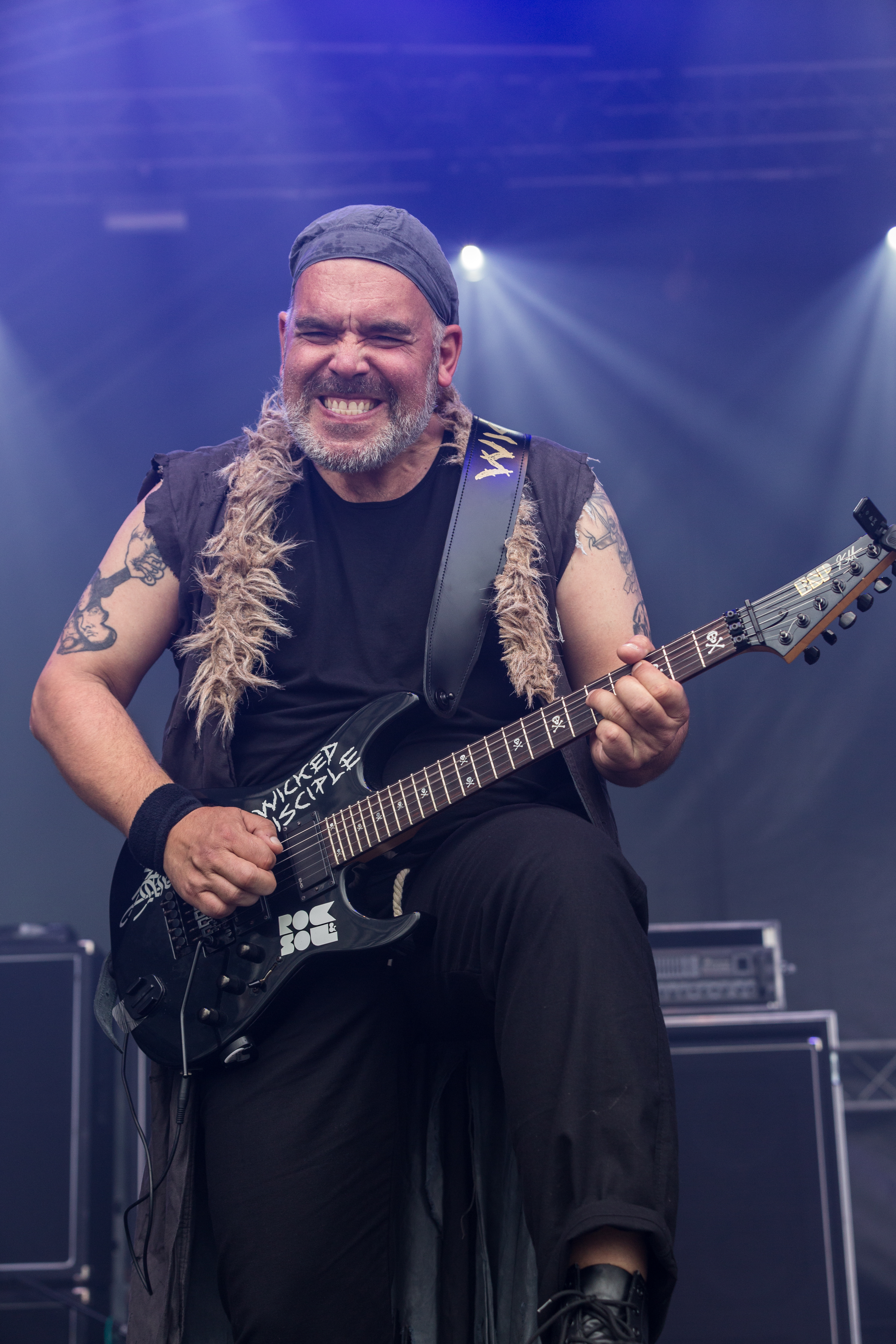
Donar
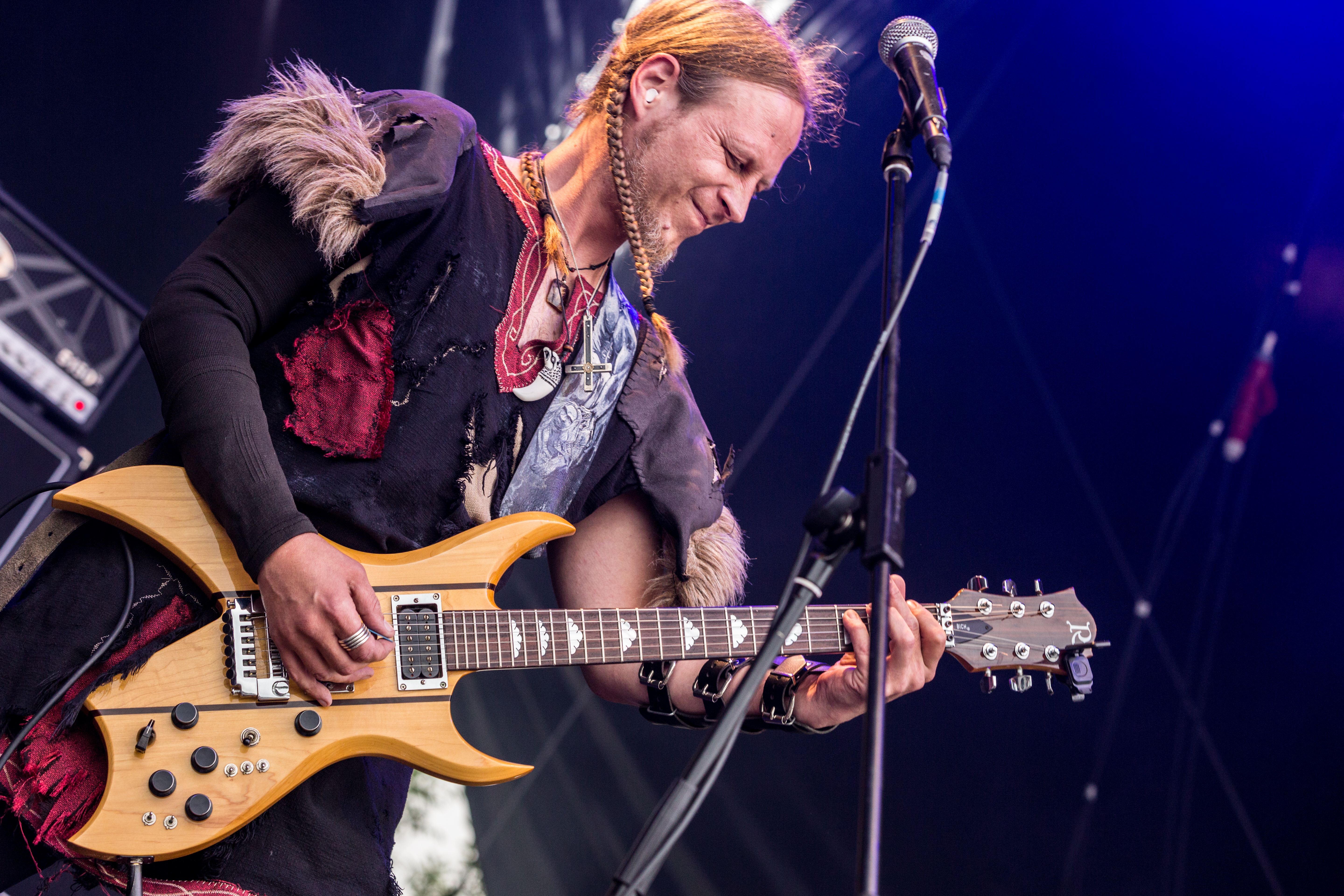
Pete
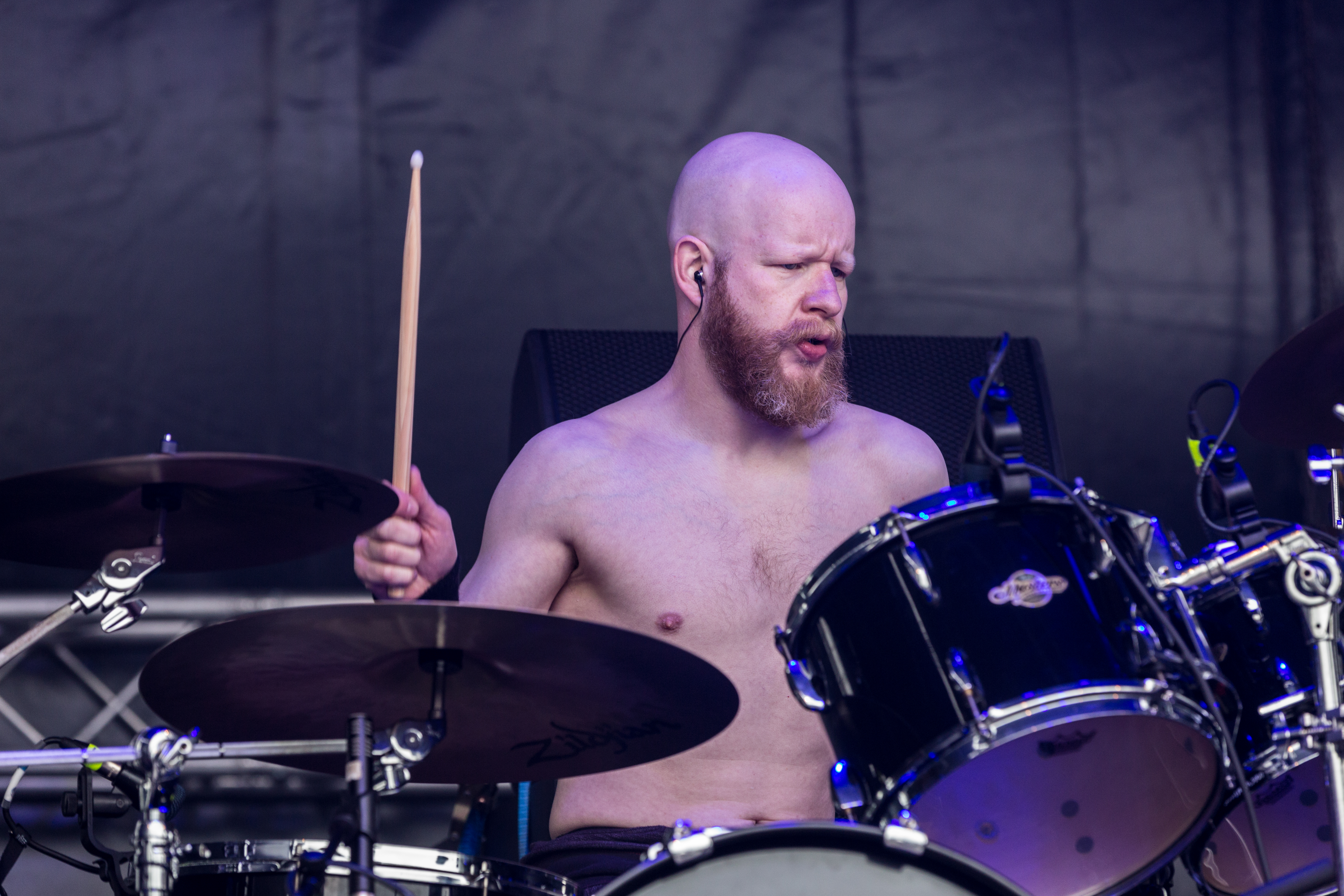
Surtr
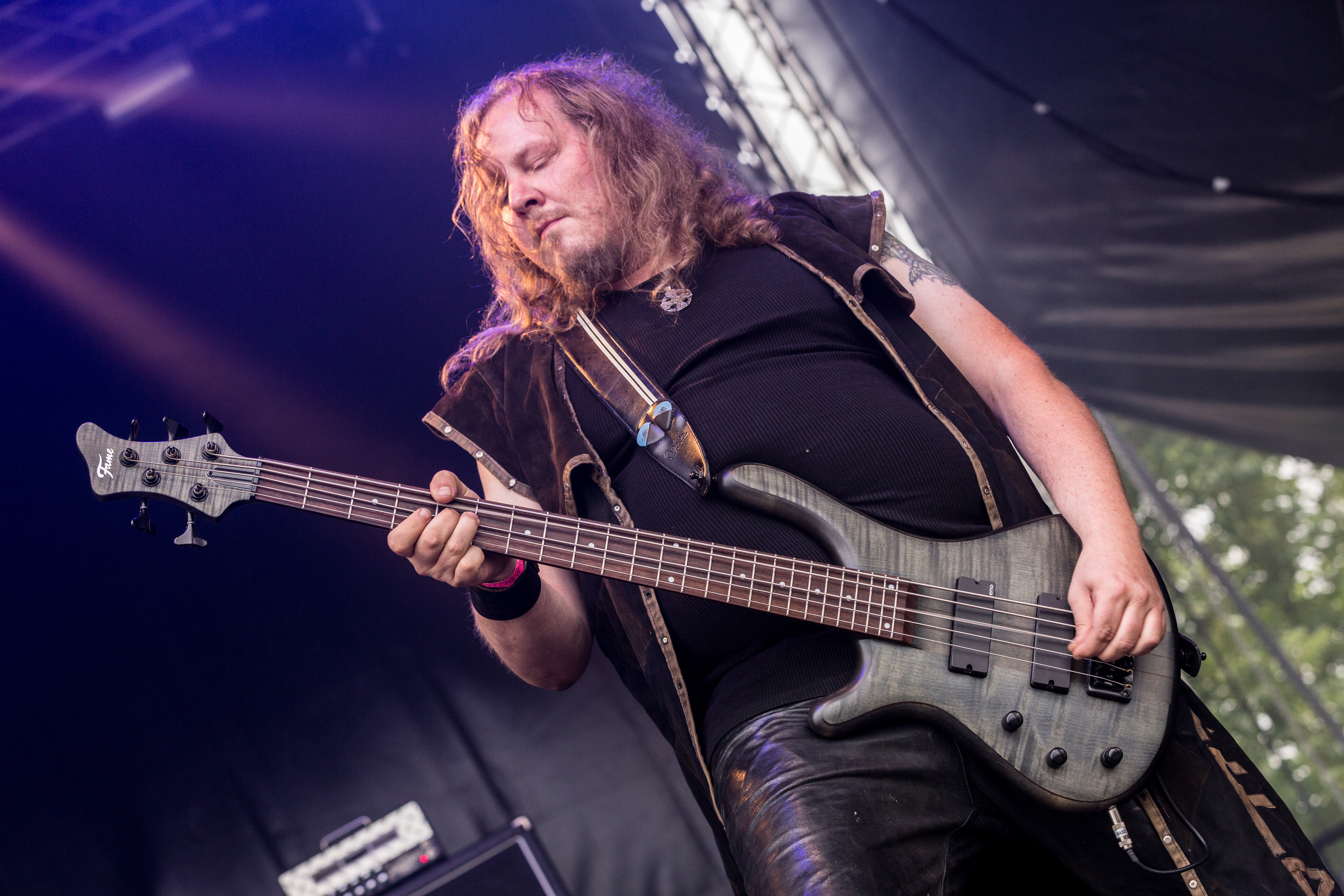
Garm
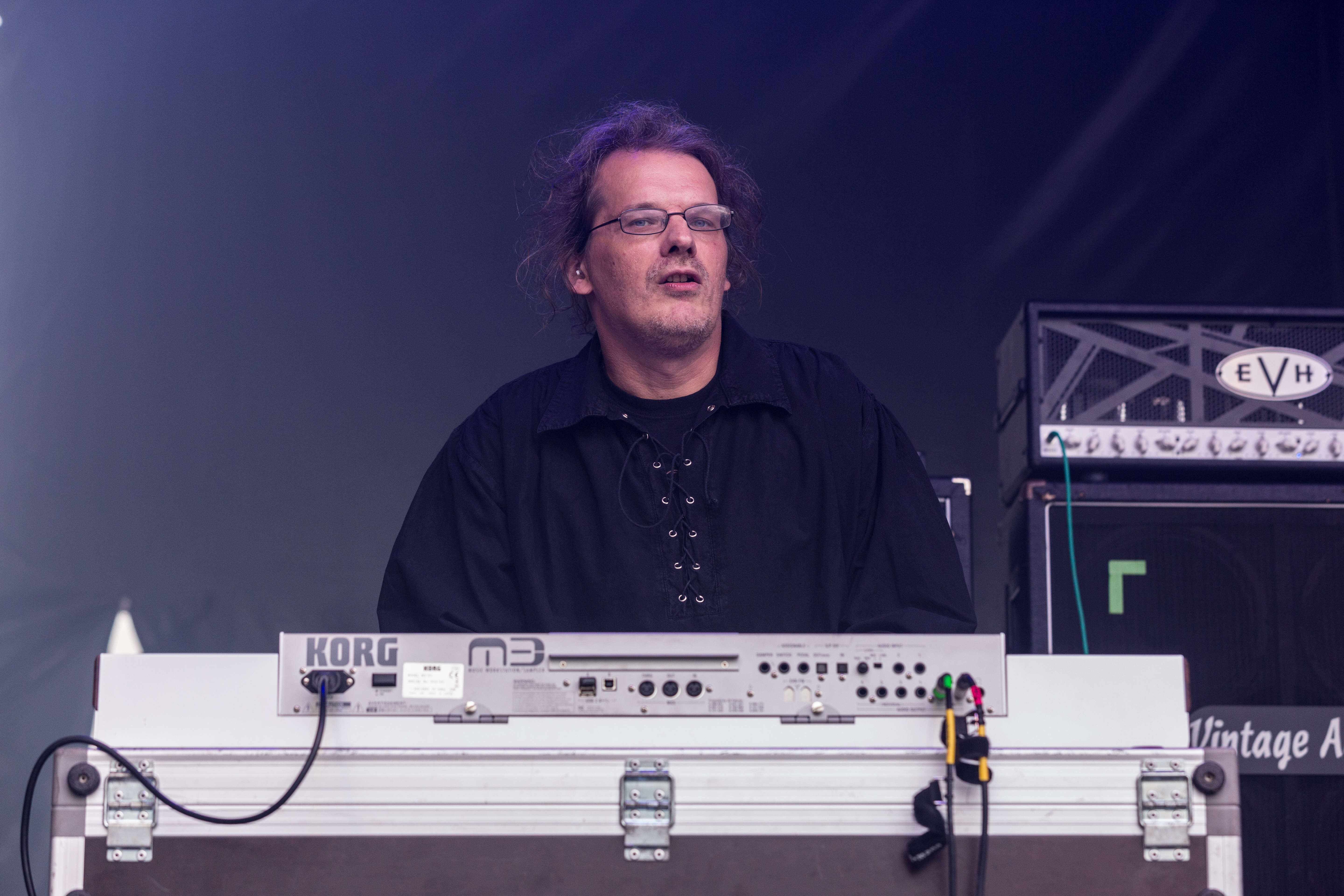
Ask

## Diskografie
- 1995: Southside Golgotha (Demo, MC, Eigenvertrieb)
- 1998: Sceptre of Black Knowledge (Album, CD/MC, Last Episode; Re-Release 2019: LP, Trollzorn Records)
- 2001: Christenfeind (Demo, CD, Eigenvertrieb)
- 2004: Futhark (Demo, CD, Eigenvertrieb)
- 2005: Oath of a Warrior (Album, CD, Einheit Produktionen)
- 2006: Of Myths and Legends (Album, CD, AFM Records)
- 2009: First War of the World (Album, CD, AFM Records)
- 2012: The Final Journey (Album, CD/CD+DVD-V, AFM Records)
- 2013: Heimweh (Album, CD, AFM Records)
- 2017: Walls Of Vanaheim (Album, CD/2xCD, Trollzorn Records)

Beiträge auf Kompilationen:
- 2006: Howl Of The Wolves auf Let The Hammer Fall Vol. 52 (CD, Metal & Hard Rock Hammer World)
- 2007: Moskau auf All For Metal (2xDVD-V+CD, AFM Records)
- 2007: Irminsul auf Shadows From Underground Vol. 3 (CD, Crystal Productions)
- 2009: The Vanir Tribe auf All For Metal II (DVD-V+CD, AFM Records)
- 2009: Söldnerschwein auf The Legacy Chronicles: Pagan Fire Vol. 2 (CD, Legacy)